# Jesse Williams (cầu thủ bóng đá, sinh 2001)
Jesse Williams (sinh ngày 18 tháng 5 năm 2001) là một cầu thủ bóng đá người Trinidad và Tobago hiện đang thi đấu ở vị trí hậu vệ cho câu lạc bộ Pittsburgh Riverhounds SC tại USL Championship và Đội tuyển bóng đá quốc gia Trinidad và Tobago.

## Thống kê sự nghiệp
Tính đến 12 tháng 7 năm 2021.
| Đội tuyển          | Năm       | Trận | Bàn thắng |
| ------------------ | --------- | ---- | --------- |
| Trinidad và Tobago | 2021      | 3    | 0         |
| Tổng cộng          | Tổng cộng | 3    | 0         |